# HMS Sirius (82)
Pour les autres navires du même nom, voir HMS Sirius.
Le HMS Sirius (pennant number 82) est un croiseur léger de classe Dido en service dans la Royal Navy pendant la Seconde Guerre mondiale.

## Historique
Sa mise en service est retardée en raison des bombardements allemands sur le chantier de Portsmouth Dockyard, le navire sera achevé à la Scotts Shipbuilding and Engineering Company de Greenock, en Écosse. Après ses essais, il rejoint la Home Fleet et opère en Méditerranée en août 1942 pour l'opération Pedestal, l'approvisionnement de Malte. Le Sirius rejoint ensuite l'Atlantique Sud afin de patrouiller contre les forceurs de blocus de l'Axe en route pour l'Extrême-Orient, revenant à Gibraltar en novembre pour l'opération Torch, les débarquements alliés en Afrique du Nord. En décembre 1942, dans le cadre de la force Q, il prend part aux attaques contre les convois de l'Axe à destination et en provenance de la Tunisie — participant notamment à la bataille du banc de Skerki avec les croiseurs Aurora, Argonaut et destroyers Quentin et Quiberon — jusqu'à la reddition des forces de l'Axe en Afrique du Nord.
Le Sirius rejoint ensuite le 12e escadron de croiseurs, participant à l'invasion alliée de la Sicile (opération Husky) en juillet. Durant les mois suivants, il appuie l'armée à terre et participe en septembre à l'occupation de Tarente avant de rejoindre l'Adriatique où, le 7 octobre 1943, les Sirius, Penelope et les destroyers Faulknor et Fury engagent l'ennemi au nord d'Astypalée dans le Dodécanèse, attaquant un convoi allemand composé du chasseur de sous-marin auxiliaire Uj 2111, du cargo Olympus et de sept Marinefährprahm, les coulant tous excepté un MFP.

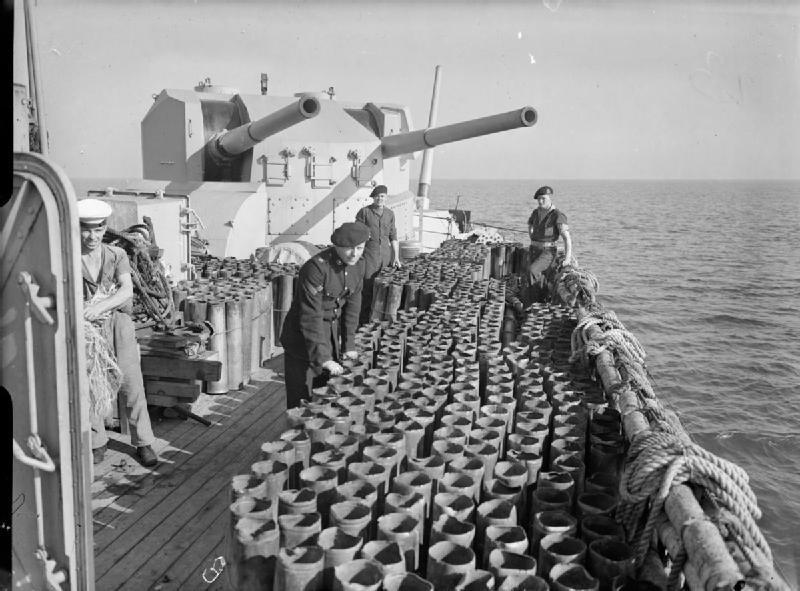
Les canons de 5,25 pouces du Sirius soutiennent les armées alliées en Normandie dans la zone de Sword Beach en juin 1944.

Le 17 octobre, le Sirius est gravement endommagé par des bombes au large de Scarpunto, naviguant vers Massawa pour des réparations en novembre 1943. Les travaux s’achèvent en février 1944, date à laquelle le navire revient en Grande-Bretagne pour les préparatifs l'opération Overlord, faisant partie de la réserve de l'Eastern Task Force. En août, il retourne dans les eaux méditerranéennes pour les débarquements dans le sud de la France (opération Dragoon). Il sert ensuite en mer Égée, étant présent à la libération d'Athènes en octobre 1944. Il restera dans le 15e escadron de croiseurs de la Mediterranean Fleet jusqu'en 1946. Après un radoub à Portsmouth en 1946, le Sirius rejoint le 2e escadron de croiseurs de la Home Fleet en mars 1947.
Il est rayé des listes en 1949 puis retiré du service le 14 mars 1951, avant d'être mis en vente en 1956. Le 15 octobre 1956, le Sirius arrive au chantier Hughes Bolckow de Blyth pour sa mise au rebut.